# Dendropsophus
Dendropsophus is een geslacht van kikkers uit de familie boomkikkers (Hylidae). De eerste die de groep onder een wetenschappelijke geslachtsnaam samenbracht was Johann Jakob von Tschudi in 1838. Hij gaf het geslacht de naam Lophopus. Die naam was in 1835 echter al door Barthélemy Dumortier gebruikt voor een geslacht van zakpijpen, nu Polyzoa. De eerste die het geslacht een geldige naam gaf was Leopold Fitzinger in 1843, die het Dendrosophus noemde.
Met de in 2016 toegevoegde soort Dendropsophus mapinguari worden er 98 soorten in het geslacht geplaatst. Van dit geslacht komen uitsluitend vertegenwoordigers voor van tropisch Zuid-Amerika en Midden-Amerika tot in tropisch zuidelijk Mexico in Noord-Amerika.

## Synoniemen
- Lophopus Tschudi, 1838, junior homoniem
- Hylella Reinhardt & Lütken, 1862[3]
- Güntheria Miranda-Ribeiro, 1926
- Quinzhyla Bauer, 2005

## Soorten
- Dendropsophus acreanus
- Dendropsophus amicorum
- Dendropsophus anataliasiasi
- Dendropsophus anceps
- Dendropsophus aperomeus
- Dendropsophus araguaya
- Dendropsophus battersbyi
- Dendropsophus berthalutzae
- Dendropsophus bifurcus
- Dendropsophus bipunctatus
- Dendropsophus bogerti
- Dendropsophus bokermanni
- Dendropsophus branneri
- Dendropsophus brevifrons
- Dendropsophus cachimbo
- Dendropsophus carnifex
- Dendropsophus cerradensis
- Dendropsophus coffeus
- Dendropsophus columbianus
- Dendropsophus counani
- Dendropsophus cruzi
- Dendropsophus decipiens
- Dendropsophus delarivai
- Dendropsophus dutrai
- Dendropsophus ebraccatus
- Dendropsophus elegans
- Dendropsophus elianeae
- Dendropsophus frosti
- Dendropsophus garagoensis
- Dendropsophus gaucheri
- Dendropsophus giesleri
- Dendropsophus grandisonae
- Dendropsophus gryllatus
- Dendropsophus haddadi
- Dendropsophus haraldschultzi
- Dendropsophus jimi
- Dendropsophus joannae
- Dendropsophus juliani
- Dendropsophus koechlini
- Dendropsophus labialis
- Dendropsophus leali
- Dendropsophus leucophyllatus
- Dendropsophus limai
- Dendropsophus luddeckei
- Dendropsophus luteoocellatus
- Dendropsophus manonegra
- Dendropsophus mapinguari
- Dendropsophus marmoratus
- Dendropsophus mathiassoni
- Dendropsophus melanargyreus
- Dendropsophus meridensis
- Dendropsophus meridianus
- Dendropsophus microcephalus
- Dendropsophus microps
- Dendropsophus minimus
- Dendropsophus minusculus
- Dendropsophus minutus
- Dendropsophus miyatai
- Dendropsophus nahdereri
- Dendropsophus nanus
- Dendropsophus norandinus
- Dendropsophus novaisi
- Dendropsophus oliveirai
- Dendropsophus ozzyi
- Dendropsophus padreluna
- Dendropsophus parviceps
- Dendropsophus pauiniensis
- Dendropsophus phlebodes
- Dendropsophus praestans
- Dendropsophus pseudomeridianus
- Dendropsophus reichlei
- Dendropsophus rhea
- Dendropsophus rhodopeplus
- Dendropsophus riveroi
- Dendropsophus robertmertensi
- Dendropsophus rossalleni
- Dendropsophus rubicundulus
- Dendropsophus ruschii
- Dendropsophus salli
- Dendropsophus sanborni
- Dendropsophus sarayacuensis
- Dendropsophus sartori
- Dendropsophus schubarti
- Dendropsophus seniculus
- Dendropsophus shiwiarum
- Dendropsophus soaresi
- Dendropsophus stingi
- Dendropsophus studerae
- Dendropsophus subocularis
- Dendropsophus timbeba
- Dendropsophus tintinnabulum
- Dendropsophus triangulum
- Dendropsophus tritaeniatus
- Dendropsophus virolinensis
- Dendropsophus walfordi
- Dendropsophus werneri
- Dendropsophus xapuriensis
- Dendropsophus yaracuyanus